# Offenbacher FC Kickers 1901
Offenbacher FC Kickers 1901 (kortweg Kickers Offenbach) is een Duitse voetbalclub uit Offenbach am Main en werd in 1901 opgericht. De club speelde zeven seizoenen in de Bundesliga en is jarenlang de aartsrivaal van Eintracht Frankfurt. Met uitzondering van 1995 tot 1997, en sinds 2013 tot heden, speelde de club tot dusver altijd in de drie hoogste reeksen.

## Geschiedenis

### Zuid-Duitse bond
De club werd op 27 mei opgericht in het restaurant Rheinischer Hof. De eerste wedstrijd won de club met 2:1 van 1. Bockenheimer FC 1899. De club sloot zich aan bij de Zuid-Duitse voetbalbond. In 1902/03 namen ze deel aan de kwalificatie voor de Zuid-Duitse eindronde, maar ze verloren meteen van Frankfurter FC Victoria 1899. Vanaf 1903 speelde de club in de Oostmaincompetitie. Na twee seizoenen degradeerde de club. Na één seizoen promoveerde de club weer. Vanaf 1908 voerde de bond vier grote competities in en de Kickers gingen nu in de Nordkreisliga spelen. De club eindigde meestal in de middenmoot, de derde plaats was de beste.
Tijdens de Eerste Wereldoorlog lagen de activiteiten nagenoeg stil. Na de oorlog richtte de bond de Zuidmaincompetitie in waarvan de Kickers in 1919 de lente-uitgave wonnen. Vanaf het volgende seizoen kwam er weer een officiële competitie. De Kickers wonnen twee titels op rij en plaatsten zich zo voor de Zuid-Duitse eindronde, waar ze echter telkens laatste werden in de groepsfase. In 1921 voerde de bond de Maincompetitie in, die aanvankelijk uit vier reeksen bestond en over twee jaar werd teruggebracht naar één reeks. Op 27 oktober 1921 fuseerde de club met VfR 1900 Offenbach tot VfR Kickers Offenbach, met het doel om een nationale topclub te worden. In het eerste seizoen kaapte FC Union 07 Niederrad de groepswinst weg voor de Kickers, maar in het tweede seizoen wonnen ze hun groep. De finale tegen FSV Frankfurt werd echter verloren. In de gezamenlijke competitie had de club het moeilijker om bij de top te eindigden. In 1924/25 werd de club tweede. Datzelfde jaar splitsten voormalige spelers van VfR zich af om hun club opnieuw op te richten, waarop de Kickers ook hun originele naam terug pakten. De volgende jaren greep de club met een derde plaats telkens net naast een eindrondeticket en daarna zakte de club weg naar de middenmoot.

### Gauliga
In 1933 kwam de NSDAP aan de macht in Duitsland, zij herstructureerden de hele competitie en voerden de Gauliga in als nieuwe hoogste klasse. Door de derde plaats in de Maincompetitie kwalificeerde Offenbach zich net voor de nieuwe Gauliga Südwest-Mainhessen. In het eerste seizoen werd de club meteen kampioen waardoor ze zich voor het eerst plaatsten voor de eindronde om de landstitel. In een groep met SV Waldhof 07, Mülheimer SV 06 en FV Union 08 Böckingen werd de club slechts derde. De volgende jaren eindigde de club steeds in de middenmoot. In 1939/40 werd de Gauliga om oorlogsredenen in twee reeksen verdeeld. De Kickers wonnen hun groep en versloegen daarna 1. FC Kaiserslautern in de finale. In de nationale eindronde werd de club in een groep met SV Waldhof 07, 1. FC Nürnberg en Stuttgarter Kickers laatste. Ook het volgende jaar werd de club groepswinnaar en versloeg nu in de finale FV Saarbrücken. In de eindronde zat de club in een groep met VfL Köln 1899, TuS Helene Altenessen en FC Mülhausen 93. Deze keer werden de Kickers tweede met één punt achterstand op Köln.
In 1941 werd de Gauliga verder opgesplitst en de Kickers ging in de Gauliga Hessen-Nassau spelen, die het eerste seizoen ook nog uit twee reeksen bestond. Na een nieuwe groepswinst versloeg de club in de finale deze keer Reichsbahn TSV Rot-Weiß Frankfurt. De eindronde werd om oorlogsredenen ook geherstructureerd en bestond nu uit een knock-outfase. Na overwinningen op VfL Köln 1899 en SV Werder Bremen bereikte de club de halve finale en kreeg daar een flink pak slaag van FC Schalke 04 (6:0). Het volgende seizoen werd de club met één punt voorsprong op FSV Frankfurt opnieuw kampioen. In de eindronde verloor de club meteen van TSV 1860 München. Ook het laatste seizoen voor het einde van de oorlog werd gewonnen door de Kickers. In de eindronde verloren ze nu van FC Mülhausen 93.

### Oberliga
Na de Tweede Wereldoorlog werden alle Duitse voetbalclubs ontbonden. De club werd heropgericht op 9 september. De Gauliga werd afgevoerd en er werd plaatsgemaakt voor vijf Oberliga's. Offenbach speelde in de Oberliga Süd. Na drie seizoenen in de lagere middenmoot werden ze kampioen in 1948/49. De club plaatste zich zo weer voor de eindronde, waar ze VfR Wormatia Worms versloegen. In de halve finale was latere kampioen, VfR Mannheim echter te sterk voor de club. Na een derde plaats kwalificeerde de club zich opnieuw voor de eindronde. Na overwinningen op Tennis Borussia Berlin, Hamburger SV en SC Preussen Dellbrück bereikte de club zelfs de finale, die ze met 1:2 van VfB Stuttgart verloren.
Na een teleurstellende tiende plaats speelde de club de volgende jaren in de betere middenmoot en subtop tot een nieuwe titel volgde in 1954/55. In de eindronde werd nu in groepsfase gespeeld en ze werden ingedeeld bij Rot-Weiss Essen, TuS Bremerhaven 93 en Wormatia Worms, nu werd de club gedeeld derde. Twee jaar later stond de club opnieuw in de eindronde. Na kwalificatie tegen Holstein Kiel plaatste de club zich voor de groepsfase met Borussia Dortmund, 1. FC Kaiserslautern en Hertha BSC en werd tweede. Ook nu duurde het twee jaar vooraleer de club zich opnieuw plaatste na de vicetitel achter Eintracht Frankfurt. In een groep met Hamburger SV, Westfalia Herne en SC Tasmania 1900 Berlin werd de club nu groepswinnaar en stond in de finale tegenover aartsrivaal Eintracht Frankfurt dat met 5:3 kon winnen. Het volgende seizoen kwalificeerde Offenbach zich opnieuw en verloor nu in de eerste ronde van Westfalia Herne. Na nog twee vierde plaatsen volgde een zevende plaats in 1962/63.

### 1963-heden
Na dit seizoen werd de Bundesliga opgericht en kwam er voor het eerst één eerste klasse voor heel Duitsland. Ondanks de goede resultaten kwalificeerde de club zich niet voor de Bundesliga. De club ging in de Regionalliga Süd spelen, een equivalent van de Oberliga Süd alleen nu als tweede klasse en met de vijf sterkste teams eruit. De club eindigde elk jaar in de top drie, maar slaagde er pas in 1968 in te promoveren naar de Bundesliga, maar na één seizoen degradeerde de club al. Het volgende seizoen werd de club opnieuw kampioen in de Regionalliga en won dat jaar ook als tweedeklasser de DFB-Pokal. Hierdoor mocht de promovendus al meteen Europees spelen, maar Club Brugge zorgde voor een vroege uitschakeling en aan het einde van het seizoen degradeerde de club weer. De club promoveerde meteen terug naar de Bundesliga en speelde hier nu vier seizoenen. De eerste drie seizoenen eindigde de club in de top tien en degradeerde dan weer. Intussen was de 2. Bundesliga de tweede klasse geworden. De club eindigde steevast in de subtop of betere middenmoot tot een nieuwe promotie volgde in 1983. De Kickers degradeerden echter meteen weer. Een jaar later eindigde de club opnieuw op een degradatieplaats waardoor ze naar de Oberliga Hessen degradeerden. Na twee seizoenen keerde de club terug en werd achtste en vijftiende, maar in het tweede seizoen werd de licentie van de club teruggetrokken waardoor ze terug naar de Oberliga verwezen werden. In 1993 werd de club kampioen, maar kon geen promotie afdwingen. Een jaar later kwalificeerden ze zich met een tweede plaats voor de heringevoerde Regionalliga, die nu de derde klasse werd. Na één seizoen degradeerde de club waardoor ze voor het eerst in de vierde klasse moesten spelen. Na twee seizoenen promoveerde de club naar de Regionalliga en werd twee keer op rij tweede en dwong dan promotie af naar de 2. Bundesliga, maar kon daar het behoud niet verzekeren. Na vier middelmatige seizoenen werd de club kampioen in 2005. De Kickers speelden hier drie seizoenen en degradeerden dan naar de nieuw gevormde 3. Liga.
In 2005 slaagden ze erin terug te keren naar de 2. Bundesliga. De club is in het seizoen 2007/2008 gedegradeerd naar de nieuw gevormde 3. Liga.
Vanaf 1 juli 2011 is de Nederlander Arie van Lent de hoofdtrainer. Hij heeft een contract voor twee jaar getekend.
In 2012 werd het vertrouwde Bieberer Berg Stadion vervangen door het op dezelfde plaats gebouwde Sparda-Bank-Hessen-Stadion.
De club werd kampioen van de Regionalliga Südwest in het seizoen 2014/2015, maar kon geen promotie naar de 3. Liga afdwingen omdat beide promotie-wedstrijden tegen 1.FC Magdeburg verloren gingen. In Magdeburg met 1-0 en in eigen huis met 1-3.

## Erelijst
- Kampioen Zuidmain

1919 (lente), 1920, 1921
- Gauliga Südwest

1934, 1940, 1941
- Gauliga Hessen-Nassau

1942, 1943, 1944

## Overzichtslijsten
| Niveau | Aantal | Periode (1945-2025)                                                                    |
| ------ | ------ | -------------------------------------------------------------------------------------- |
| I      | 25     | 1945-1963, 1968-1969, 1970-1971, 1972-1976, 1983-1984                                  |
| II     | 21     | 1963-1968, 1969-1970, 1971-1972, 1976-1983, 1984-1985, 1987-1989, 1999-2000, 2005-2008 |
| III    | 20     | 1985-1987, 1989-1995, 1997-1999, 2000-2005, 2008-2013                                  |
| IV     | 14     | 1995-1997, 2013-...                                                                    |

### Eindklasseringen vanaf 1964 (grafisch)
- 1964 3e
Regionalliga
- 1965 3e
Regionalliga
- 1966 2e
Regionalliga
- 1967 1e
Regionalliga
- 1968 2e
Regionalliga
- 1969 18e
Bundesliga
- 1970 1e
Regionalliga
- 1971 17e
Bundesliga
- 1972 1e
Regionalliga
- 1973 7e
Bundesliga
- 1974 10e
Bundesliga
- 1975 8e
Bundesliga
- 1976 17e
Bundesliga
- 1977 3e
2. Bundesliga
- 1978 5e
2. Bundesliga
- 1979 6e
2. Bundesliga
- 1980 8e
2. Bundesliga
- 1981 2e
2. Bundesliga
- 1982 3e
2. Bundesliga
- 1983 2e
2. Bundesliga
- 1984 17e
Bundesliga
- 1985 19e
2. Bundesliga
- 1986 1e
Oberliga
- 1987 1e
Oberliga
- 1988 8e
2. Bundesliga
- 1989 15e
2. Bundesliga
- 1990 3e
Oberliga
- 1991 3e
Oberliga
- 1992 7e
Oberliga
- 1993 1e
Oberliga
- 1994 2e
Oberliga
- 1995 15e
Regionalliga
- 1996 3e
Oberliga
- 1997 2e
Oberliga
- 1998 2e
Regionalliga
- 1999 2e
Regionalliga
- 2000 16e
2. Bundesliga
- 2001 10e
Regionalliga
- 2002 8e
Regionalliga
- 2003 8e
Regionalliga
- 2004 13e
Regionalliga
- 2005 1e
Regionalliga
- 2006 12e
2. Bundesliga
- 2007 14e
2. Bundesliga
- 2008 15e
2. Bundesliga
- 2009 7e
3. Liga
- 2010 7e
3. Liga
- 2011 7e
3. Liga
- 2012 8e
3. Liga
- 2013 15e
3. Liga
- 2014 8e
Regionalliga
- 2015 1e
Regionalliga
- 2016 4e
Regionalliga
- 2017 12e
Regionalliga
- 2018 3e
Regionalliga
- 2019 5e
Regionalliga
- 2020 8e
Regionalliga
- 2021 3e
Regionalliga
- 2022 3e
Regionalliga
- 2023 7e
Regionalliga
- 2024 11e
Regionalliga
- 2025 2e
Regionalliga

- Niveau 1
- Niveau 2
- Niveau 3
- Niveau 4

| Legenda niveautijdlijn | Legenda niveautijdlijn      | Legenda niveautijdlijn      | Legenda niveautijdlijn      | Legenda niveautijdlijn    | Legenda niveautijdlijn |
| Liga                   | Seizoen 1963/64 t/m 1973/74 | Seizoen 1974/75 t/m 1993/94 | Seizoen 1994/95 t/m 2007/08 | Seizoen 2008/09 tot heden | Opmerking              |
| ---------------------- | --------------------------- | --------------------------- | --------------------------- | ------------------------- | ---------------------- |
| Bundesliga             | Niveau I                    | Niveau I                    | Niveau I                    | Niveau I                  |                        |
| 2. Bundesliga          | --                          | Niveau II                   | Niveau II                   | Niveau II                 |                        |
| 3. Liga                | --                          | --                          | --                          | Niveau III                |                        |
| Regionalliga           | Niveau II                   | --                          | Niveau III                  | Niveau IV                 |                        |
| Oberliga               | --                          | Niveau III *                | Niveau IV                   | Niveau V                  | * vanaf 1978/79        |

### Kickers in Europa
Uitslagen vanuit gezichtspunt Offenbacher FC Kickers
| Seizoen | Competitie   | Ronde | Land            | Club        | Totaalscore | 1e W    | 2e W    | PUC |
| ------- | ------------ | ----- | --------------- | ----------- | ----------- | ------- | ------- | --- |
| 1970/71 | Europacup II | 1R    | Vlag van België | Club Brugge | 2-3         | 2-1 (T) | 0-2 (U) | 2.0 |

Totaal aantal punten voor UEFA coëfficiënten: 2.0
Zie ook
- Deelnemers UEFA-toernooien Duitsland
- Ranglijst van alle clubs die in de diverse Europa Cups zijn uitgekomen

## Bekende (ex-)spelers
- Lars Bastrup
- Hans Richter
- Sebastian Rode
- Gernot Rohr
- Rudi Völler